# Вусач-булавоніг кленовий угорський
Вуса́ч-булавоні́г клено́вий уго́рський (лат. Rhopalopus hungaricus Herbst, 1784 = Rhopalopus ungaricus (Herbst, 1784) = Callidium fischeri Krynicki, 1832 = Ropalopus insubricus (Germar) Porta, 1934 = Ropalopus insubricus annulus (Costa) Sama, 1988) — вид жуків з родини вусачів.

## Поширення
Хорологічно Rh. hungaricus входить у групу європейських видів європейського зооґеографічного комплексу. Його ареал охоплює Центральну, Західну та Північну Європу. У Карпатах вид є звичайним, проте не численним. Трапляється поодиноко в гірській частині регіону в зоні букових та змішаних смереково-яворових лісів.

## Екологія
Комахи зустрічаються на стовбурах, гілках дерев, а іноді на ґрунті. Личинки розвиваються в клені-яворі (Acer pseudoplatanus L.) та інших видах роду Клен (Acer).

## Морфологія

### Імаго
У самців вусики ледь довші, а у самок дещо коротші за тіло. Членики вусиків з 3 по 9-й з маленькими зубчиками. Надкрила в першій третині стиснені з боків, до вершини розширені, в грубій скульптурі. Стегна стеблоподібні, до вершини різко булавоподібні. Передньоспинка широка, при основі різко звужена, вкрита зернистою скульптурою. На її диску наявна, різко відмежована, блискуча пляма. Довжина тіла коливається від 16 до 25 мм. Забарвлення чорне, надкрила металічно-синьо-зелені, а в другій половині — бронзово-пурпурові.

### Личинка
Личинка характеризується матовим пронотумом, його основа в найдрібніших борозенках, що переплітаються у всіх напрямках. Голова біля основи вусиків заокруглена, з кожної її сторони по одному вічку. Ноги короткі.

## Життєвий цикл
Генерація триває 2-4 роки.